# 라이베리아의 국기

라이베리아의 국기 비율 10:19

라이베리아의 국기는 1847년 8월 24일에 독립과 함께 제정되었다. 라이베리아의 독립이 미국의 해방 노예 출신 인사들을 주축으로 이루어졌기 때문에 라이베리아의 국기도 미국의 국기를 본떠서 디자인하였다.
11개의 가로 줄무늬는 라이베리아 독립 선언서에 서명했던 11명을, 빨간색과 하얀색은 용기와 미덕을, 파란색은 아프리카 본토를, 하얀색 별은 라이베리아가 독립 당시에 아프리카 유일의 흑인 독립국이었음을 의미한다.

## 색상
| 색상 | 빨강                | 하양                  | 파랑               |
| ---- | ------------------- | --------------------- | ------------------ |
| RGB  | 191–10–48 (#BF0A30) | 255–255–255 (#FFFFFF) | 0–40–104 (#002868) |

## 여러 가지 기

대통령기
라이베리아의 국기 (1827년-1847년)